# Mukdahan (província)
Mukdahan é uma província da Tailândia. Sua capital é a cidade de Mukdahan.

## Distritos
A província está subdividida em 7 distritos (amphoes). Os distritos estão por sua vez divididos em 53 comunas (tambons) e estas em 493 povoados (moobans).

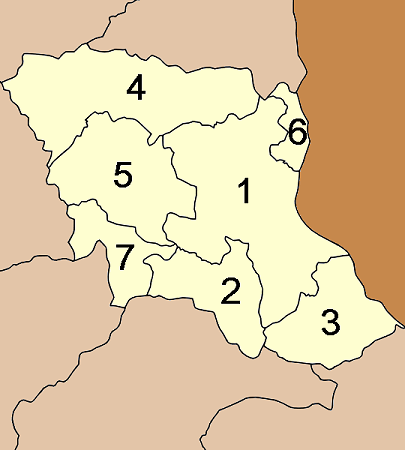
Distritos da província

| 1. Mukdahan 2. Nikhom Kham Soi 3. Don Tan 4. Dong Luang | 1. Khamcha-i 2. Wan Yai 3. Nong Sung |